# Spider-Man Strikes Back
Spider-Man Strikes Back (O Homem-Aranha Volta a Atacar no Brasil) é um filme televisivo norte-americano de super-heroi em live-action que foi lançado em 1978, teve um lançamento teatral no exterior, um composto do episódio de duas partes "Deadly Dust" do programa de televisão contemporâneo The Amazing Spider-Man lançado em 8 de maio de 1978, é o segundo filme da série de filmes Homem-Aranha. Foi dirigido por Ron Satlof, escrito por Robert Janes e estrelas Nicholas Hammond como o personagem titular, Robert Alda, Robert F. Simon, Joanna Cameron, e Michael Pataki.

## Elenco
- Nicholas Hammond como Peter Parker / Spider-Man
- Chip Fields como Rita Conway
- Robert F. Simon como J. Jonah Jameson
- Robert Alda como Mr. White
- Michael Pataki como Captain Barbera
- Joanna Cameron como Gale Hoffman
- Leigh Kavanaugh como  Linda
- Lawrence P. Casey como Angel
- Sidney Clute como Inspector DeCarlo
- Emil Farkas como Karate Thug
- Ron Hajak como Motorcycle Salesman